# Сибота
Сибота — легендарный царь Мессении, из рода Эпитидов, правивший в IX веке до н. э.
Сибота был сыном царя Дотада. В его правление он постановил чтобы каждый царствующий правитель Мессении ежегодно приносил жертву реке Памису и совершал приношения посвященному, Эвриту, сыну легендарного Меланея.